# Округ Ренолдс (Мисури)
Округ Ренолдс (енгл. Reynolds County) је округ у америчкој савезној држави Мисури.

## Демографија
По попису из 2010. године број становника је 6.696, што је 7 (0,1%) становника више него 2000. године.
| Група             | 2000.         | 2010.         |
| Белци             | 6.366 (95,2%) | 6.433 (96,1%) |
| Афроамериканци    | 35 (0,5%)     | 45 (0,7%)     |
| Азијати           | 13 (0,2%)     | 12 (0,2%)     |
| Хиспаноамериканци | 55 (0,8%)     | 64 (1,0%)     |
| Укупно            | 6.689         | 6.696         |